# Roullée
Roullée är en kommun i departementet Sarthe i regionen Pays de la Loire i nordvästra Frankrike. Kommunen ligger i kantonen La Fresnaye-sur-Chédouet som tillhör arrondissementet Mamers. År 2018 hade Roullée 237 invånare.

## Befolkningsutveckling
Antalet invånare i kommunen Roullée
| Referens: INSEE |